# Skälsjön (Films socken, Uppland)
Skälsjön är en sjö i Östhammars kommun i Uppland och ingår i Forsmarksåns huvudavrinningsområde. Sjön har en area på 0,15 kvadratkilometer och ligger 28 meter över havet. Skälsjön ligger i Florarna Natura 2000-område. Sjön avvattnas av vattendraget Forsmarksån (Nybroån).

## Delavrinningsområde
Skälsjön ingår i det delavrinningsområde (668898-161518) som SMHI kallar för Ovan Fälarån. Medelhöjden är 33 meter över havet och ytan är 45,14 kvadratkilometer. Det finns inga avrinningsområden uppströms utan avrinningsområdet är högsta punkten. Avrinningsområdets utflöde Forsmarksån (Nybroån) mynnar i havet. Avrinningsområdet består mestadels av skog (56 procent) och sankmarker (38 procent). Avrinningsområdet har 1,31 kvadratkilometer vattenytor vilket ger det en sjöprocent på 2,9 procent.